# Ali Al-Busaidi
Ali Sulaiman Rashid Al-Busaidi (arab. ‏علي البوسعيدي‎ ʽAlī Al-Būsaʽīdī; ur. 21 stycznia 1991 w Suharze) – omański piłkarz grający na pozycji lewego obrońcy. Od 2018 jest zawodnikiem klubu Dhofar Salala.

## Kariera piłkarska
Swoją karierę piłkarską Al-Busaidi rozpoczął w klubie Sohar SC, w którym w 2009 roku zadebiutował w drugiej lidze omańskiej. W 2012 roku odszedł do Saham Club. W sezonie 2013/2014 ponownie grał w Sohar SC. W 2014 przeszedł do Al-Nahda, w którym spędził dwa sezony. W sezonie 2016/2017 był zawodnikiem Dhofar Salala i wywalczył z nim mistrzostwo kraju. W sezonie 2017/2018 był piłkarzem Suwaiq Club, któremu pomógł w wywalczeniu tytułu mistrzowskiego. W 2018 wrócił do Dhofar Salala.

## Kariera reprezentacyjna
W reprezentacji Omanu Al-Busaidi zadebiutował 9 października 2013 w zremisowanym 0:0 towarzyskim meczu z Mauretanią. W 2019 roku został powołany do kadry na Puchar Azji.